# Bùi Đăng Sắc
Bùi Đăng Sắc (1908-1983) là một nhà hoạt động cách mạng, là Đảng viên Đảng cộng sản Đông Dương lớp đầu ở Thái Bình. Trong chiến tranh Việt Nam ông phục vụ trong lực lượng tình báo QĐNDVN ở miền Nam.
Ông quê ở thôn Đồng Cống, tổng Phú Khê, huyện Thần Khê, phủ Tiên Hưng , nay thuộc xã Minh Phú, huyện Đông Hưng, tỉnh Thái Bình. Cha là ông Bùi Đăng Lợi, mẹ là bà Đặng Thị Tính. Em trai ông Sắc là Bùi Đăng Chi cũng là một nhà hoạt động cách mạng, là Đảng viên Đảng cộng sản Đông Dương.
Gia phả họ Bùi Đăng ở Đồng Cống xác định họ có nguồn gốc từ họ Mạc Đăng ở Cổ Trai (xã Ngũ Đoan, Kiến Thụy, Hải Phòng), nên đã có hoạt động kết nối họ với nhau.

## Hoạt động trước 1945
Thời niên thiếu Bùi Đăng Sắc học hết trung học, và được thày giáo là Nguyễn Văn Năng tuyên truyền, nên năm 1928 ông là thành viên của chi hội Việt Nam Cách mạng Thanh niên, phụ trách thanh niên thị xã Thái Bình, và phụ trách đường dây liên lạc tỉnh Đảng bộ.
Năm 1930 Đảng cộng sản Đông Dương thành lập. Chi bộ đảng vùng "Thần-Duyên" (huyện Thần Khê và huyện Duyên Hà) do Bùi Hữu Diên, Lương Duyên Hồi lãnh đạo, tổ chức cuộc biểu tình đấu tranh ngày 1/5/1930 của nhân dân bắc Thái Bình. Ông Sắc cùng ông Chi ở lực lượng xung kích, dẫn đầu và tổ chức cho đoàn biểu tình qua sông Trà Lý hướng đến thị xã Thái Bình. Cuộc đấu tranh bị thực dân Pháp đàn áp. Ông bị bắt, kết án 2 năm tù, sau đó là quản chế ở quê hương. Năm 1933 ông lên Hà Nội hoạt động gây cơ sở ở Chương Mỹ, Hà Đông. Năm 1934 lại bị bắt, bị trục xuất khỏi Hà Nội, lại về hoạt động ở Thái Bình.
Năm 1935, ông cùng em là Bùi Đăng Chi lên Hà Nội, quản lý chính trị, kinh tế của tờ báo "Đời nay", tập hợp lôi kéo trí thức, tư sản, nhân sĩ tiến bộ vào Mặt trận dân chủ Đông Dương. Ông còn được cử sang hoạt động trong đảng Xã Hội (SFIO) chi nhánh đảng Xã Hội Pháp ở Đông Dương để tuyên truyền vận động giác ngộ các trí thức yêu nước, tư sản dân tộc, nhân sĩ yêu nước tham gia Mặt trận Bình dân, vận động thợ thuyền, tiểu thương, tiểu chủ thành lập nghiệp đoàn, hội ái hữu, hội truyền bá quốc ngữ.
Năm 1939 Mặt trận bình dân Pháp đổ, thực dân Pháp chuyển sang đàn áp ở thuộc địa. Báo Đời Nay bị cấm, bị lục soát, còn quản trị bị bắt, trong đó có em trai ông là Bùi Đăng Chi. Bùi Đăng Sắc tránh được, thu dọn rồi sau đó về Nam Trực, Nam Định hoạt động cùng với nhóm của ông Phan Đình Khải (tức Lê Đức Thọ).
Năm 1944 ông trở về Thái Bình hoạt động. Trong Cách mạng Tháng Tám 1945 ông tham gia lãnh đạo giành chính quyền ở các huyện Tiên Hưng, Duyên Hà, Hưng Nhân của tỉnh Thái Bình.

## Hoạt động từ 1945
Cách mạng Tháng Tám thành công ông được cử giữ chức chủ tịch Ủy ban Cách mạng lâm thời huyện Tiên Hưng. Năm 1946-1947 làm chủ tịch ủy ban kháng chiến - hành chính huyện Tiền Hải, sau lại chuyển đổi công tác là cán bộ kinh tài ở các tỉnh Thái Bình, Nam Định, Ninh Bình.
Năm 1950 ông đi học ở trường Đảng Trần Phú, và sau đó năm 1952 sang trường Tình báo Trung ương. Năm 1953-1954 là cán bộ của nha Tình báo Trung ương hoạt động trong nội thành Hà Nội, sau đó vào Sài Gòn với bí danh Nguyễn Văn Số.
Cuối 1954 ông chuyển sang hoạt động ở Phnôm Pênh, Campuchia trong vai nhà tư sản kinh doanh lương thực, thuốc men... Nhiệm vụ chính của nhóm là thu thập lương thực, thuốc men để chuyển cho lực lượng Việt Minh ở chiến khu tại miền Nam Việt Nam.
Tháng 11/1960 đại tá Nguyễn Chánh Thi và trung tá Vương Văn Đông  cầm đầu làm đảo chính định lật đổ Ngô Đình Diệm, nhưng không thành công, phải trốn sang Phnôm Pênh, ông Sắc đã tiếp cận và tài trợ cho nhóm. Đến ngày 1/11/1963 tướng Dương Văn Minh làm đảo chính lật đổ Ngô Đình Diệm, thì Nguyễn Chánh Thi được về nước. Năm 1964 ông Sắc được Nguyễn Chánh Thi mời về nước làm cố vấn chính trị. Nhờ ở cương vị này ông đặt quan hệ được với nhiều tướng lãnh VNCH, với cơ quan viện trợ Mỹ, nên thu thập được nhiều tin tức tình báo chuyển cho Trung ương cục miền Nam, như kế hoạch phát triển quân đội, kế hoạch lập ấp chiến lược. Năm 1965 quân đội Mỹ ồ ạt vào miền Nam, mở các cuộc càn quét lớn nhằm tiêu diệt lực lượng cách mạng. Tin tức và tài liệu thu thập được cũng đã kịp thời chuyển ra ngoài căn cứ, trong đó có thông tin góp phần làm thất bại chiến dịch Junction City của Mỹ.
Ông hoạt động ở Sài Gòn 7 năm thì bị CIA phát hiện và bị bắt. Đầu tiên ông bị giam và bị tra khảo ở trại giam Sở Thú (P42), sau chuyển sang nhà lao Chí Hòa, cuối cùng thì ông bị kết án tù chung thân, đày ra Côn Đảo.
Ngày 27/1/1973 Hiệp định Paris được ký kết, và các tù binh được trao trả. Nhưng phía Việt Nam Cộng hòa không xếp ông vào diện tù binh, che giấu và tranh cãi. Phía VNDCCH đấu tranh nên đến ngày 21/2/1973 ông mới được trao trả ở sân bay Lộc Ninh. Do tình trạng tuổi cao sức khỏe yếu, ông được bố trí điều trị bệnh ở Cộng hòa Dân chủ Đức. Sau đó ông được phong quân hàm đại tá.
Ông mất năm 1983. Trong lễ tang, phó thủ trưởng Cục Tình báo lúc đó là thiếu tướng Lê Quang Vũ đã đọc điếu văn "Đồng chí Bùi Đăng Sắc hơn 50 năm hoạt động, thời kỳ tiền khởi nghĩa chống Pháp, chống Mỹ, lúc hoạt động bí mật hay công khai, khi trực diện đấu tranh với quân thù đồng chí luôn là một Đảng viên, một cán bộ trung thành với sự nghiệp cách mạng, luôn hoàn thành mọi nhiệm vụ được giao". Ông được an táng tại khu A nghĩa trang Văn Điển, Hà Nội.

## Chuyện "lý lịch" của người thân
Trong chính thể VNDCCH thì "lý lịch" thiếu trong sạch dẫn đến những kỳ thị khá nặng nề. Điều này đã xảy ra với gia đình và họ hàng các điệp viên, mang tiếng là có thân nhân theo địch. Vợ ông Sắc là bà Đinh Thị Mùi, công nhân nhà máy Cá hộp Hạ Long ở Hải Phòng, đã phải thôi việc, còn con cái gặp khó khăn trong đi học.
Tuy nhiên vì là thân nhân gần nhất và ông Sắc dặn lại, nên bà Mùi liên lạc được với kênh đặc biệt, bố trí gia đình chuyển cư tới Hà Nội, tránh được các rắc rối về lý lịch.
Hiện nay con trai cả của ông là Bùi Đăng Việt và gia đình định cư tại 32 Tân Xa - Xa La - Phúc La - Hà Đông - Hà Nội 